# Bembecia ichneumoniformis
Bembecia ichneumoniformis  (лат.) — вид бабочек из семейства стеклянниц.

## Распространение
Европа, Малая Азия, Кавказ, северный Иран, Ближний Восток.

## Описание
Размах крыльев 15—21 мм. Летающие днём чешуекрылые насекомые, взрослые особи отмечаются в условиях Западной Европы в период с июля по август. Гусеницы питаются на корнях видов рода Лядвенец и Anthyllis vulneraria. Среди других кормовых растений: Люпин многолистный, Люцерна, Чина луговая, Ononis spinosa, Dorycnium pentaphyllum, Dorycnium germanicum, Dorycnium herbaceum, Dorycnium hirsutum, Hippocrepis comosa, Lotus corniculatus и Tetragonolobus maritimus.

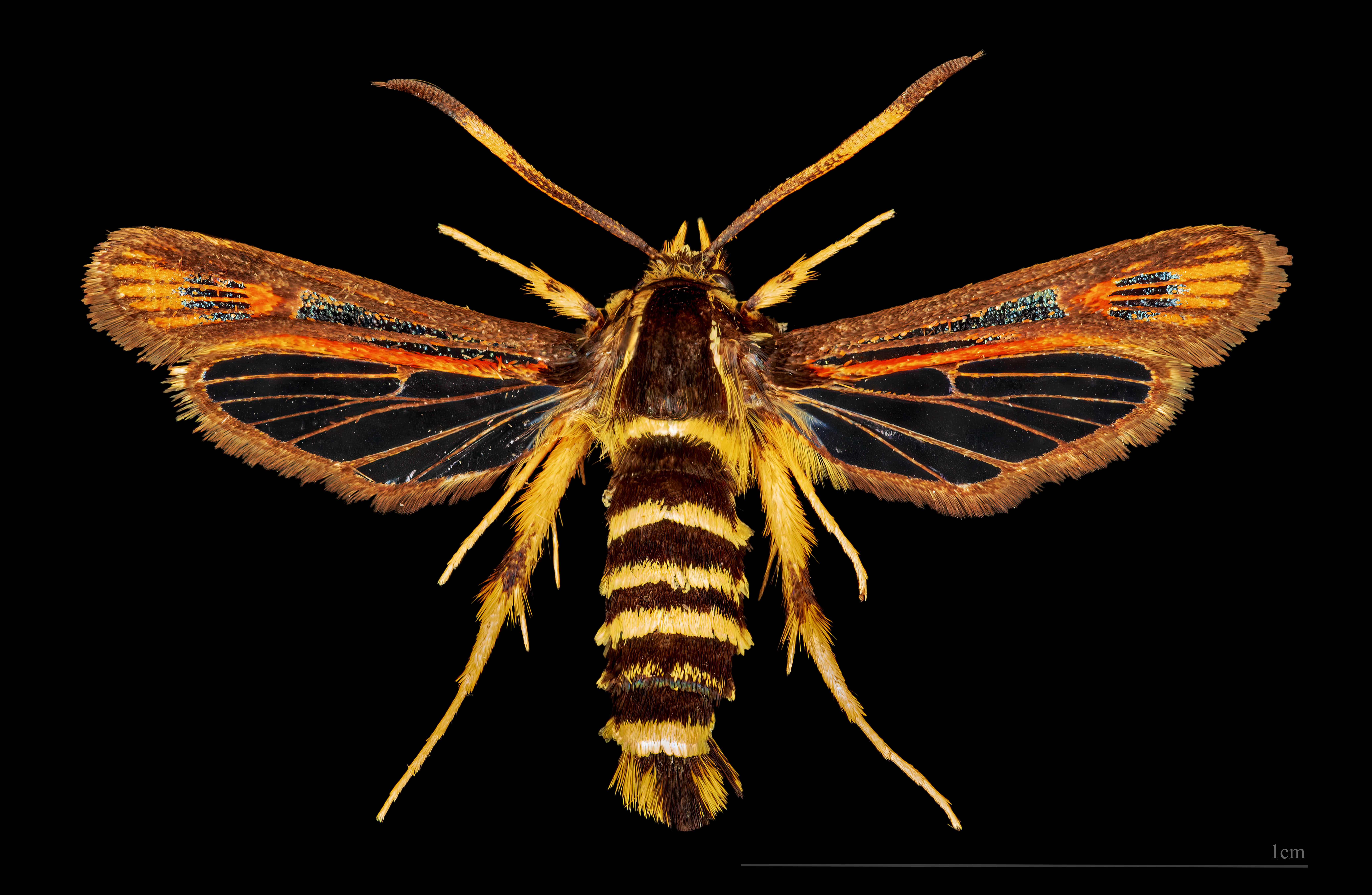
♂
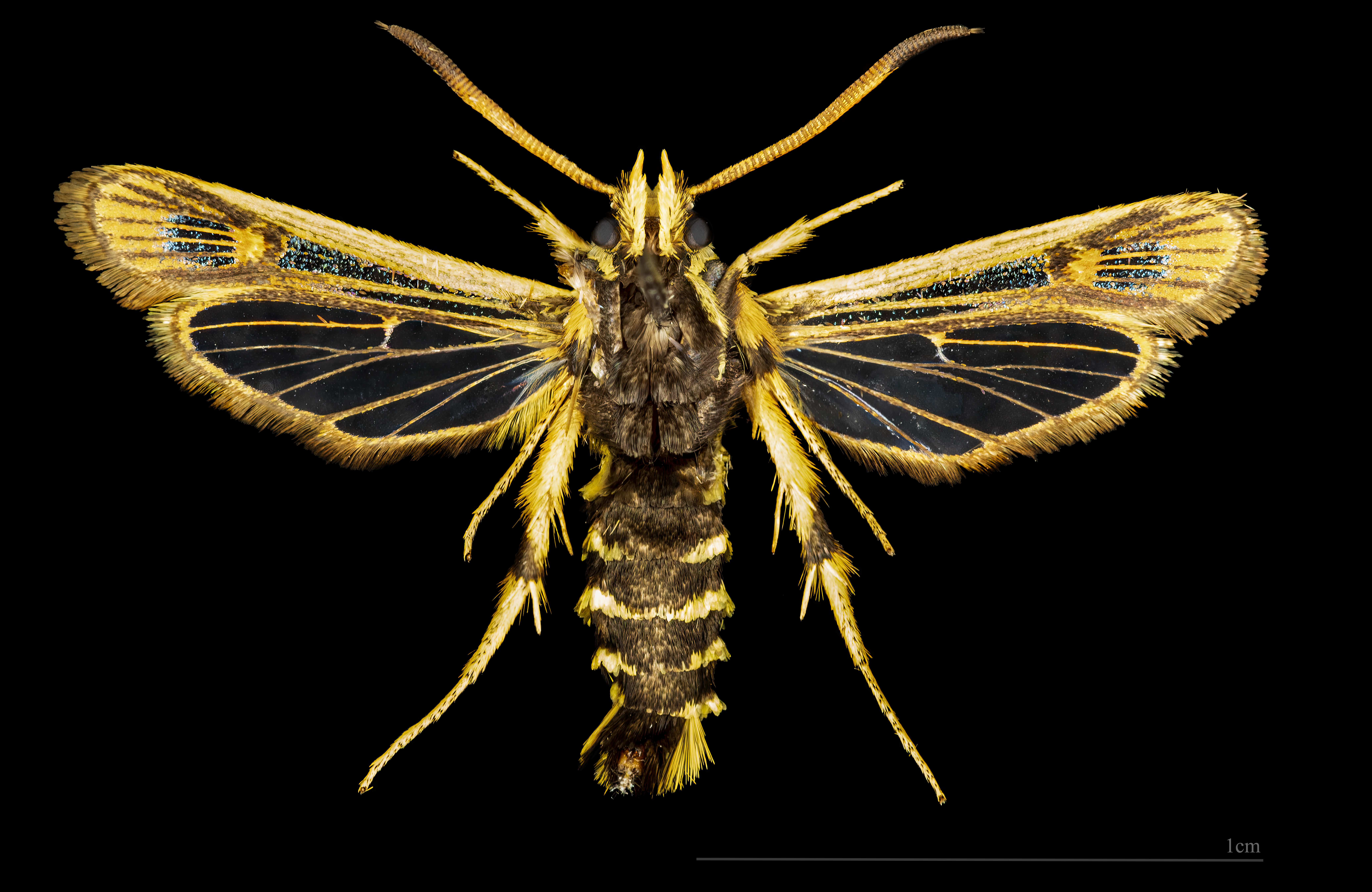
♂ △